# 1967-es Formula–1 olasz nagydíj
Az 1967-es Formula–1 világbajnokság kilencedik futama az olasz nagydíj volt.

## Futam
Monzában ismét Clarké lett a pole Brabham és Bruce McLaren előtt.
A rajt után Brabham, majd Gurney, a 3. körben pedig Clark állt az élre. Hill két körrel később a második helyre jött fel, míg Gurney kiesett motorhibával. Clarknak problémája akadt, a boxba kellett hajtania defekt miatt, mire visszatért a pályára, már egy kör hátrányban volt. Az élen Hill, Brabham és Hulme harcolt az elsőségért, Hulme motorhibával állt ki. Clark élete egyik legnagyobb versenyét futva gyorsan zárkózott fel, Surteest megelőzve harmadik, Hill motorhibája után az 59. körben már második volt. Ekkor már csak Brabham autózott előtte, akit szintén megelőzött, így az élre állva. Surtees később szintén meg tudta előzni az ausztrált, és amikor Clark az utolsó körben üzemanyagpumpájának hibája miatt lelassult, mindketten megelőzték.
Surtees nyerte a versenyt Hondájával Brabham és Clark előtt. A Brabham csapat második konstruktőri címét biztosította be.
| Helyezés | #  | Versenyző           | Csapat/Motor    | Futott körök | Idő/Kiesés oka | Rajthely | Pontszám |
| -------- | -- | ------------------- | --------------- | ------------ | -------------- | -------- | -------- |
| 1        | 14 | John Surtees        | Honda           | 68           | 1:43:45,0      | 9        | 9        |
| 2        | 16 | Jack Brabham        | Brabham-Repco   | 68           | + 0,2          | 2        | 6        |
| 3        | 20 | Jim Clark           | Lotus-Ford      | 68           | + 23,1         | 1        | 4        |
| 4        | 30 | Jochen Rindt        | Cooper-Maserati | 68           | + 56,6         | 11       | 3        |
| 5        | 36 | Mike Spence         | BRM             | 67           | + 1 kör        | 12       | 2        |
| 6        | 32 | Jacky Ickx          | Cooper-Maserati | 66           | + 2 kör        | 15       | 1        |
| 7        | 2  | Chris Amon          | Ferrari         | 64           | + 4 kör        | 4        |          |
| Kiesett  | 22 | Graham Hill         | Lotus-Ford      | 58           | Motorhiba      | 8        |          |
| Kiesett  | 6  | Jo Siffert          | Cooper-Maserati | 50           | Baleset        | 13       |          |
| Kiesett  | 24 | Giancarlo Baghetti  | Lotus-Ford      | 50           | Motorhiba      | 17       |          |
| Kiesett  | 4  | Bruce McLaren       | McLaren-BRM     | 46           | Motorhiba      | 3        |          |
| Kiesett  | 26 | Jo Bonnier          | Cooper-Maserati | 46           | Kormánykerék   | 14       |          |
| Kiesett  | 34 | Jackie Stewart      | BRM             | 45           | Motorhiba      | 7        |          |
| Kiesett  | 18 | Denny Hulme         | Brabham-Repco   | 30           | Kormánykerék   | 6        |          |
| Kiesett  | 12 | Guy Ligier          | Brabham-Repco   | 26           | Motorhiba      | 18       |          |
| Kiesett  | 38 | Chris Irwin         | BRM             | 16           | Befecskendező  | 16       |          |
| Kiesett  | 10 | Ludovico Scarfiotti | Eagle-Weslake   | 5            | Motorhiba      | 10       |          |
| Kiesett  | 8  | Dan Gurney          | Eagle-Weslake   | 4            | Motorhiba      | 5        |          |

### Statisztikák
Vezető helyen:
- Dan Gurney: 2 (1-2)
- Jim Clark: 16 (3-9 / 11-12 / 61-67)
- Denny Hulme: 9 (10 / 13-15 / 17 / 24-27)
- Jack Brabham: 3 (16 / 59-60)
- Graham Hill: 37 (18-23 / 28-58)
- John Surtees: 1 (68)

John Surtees 6. győzelme, Jim Clark 31. (R) pole-pozíciója, 27. (R) leggyorsabb köre.
- Honda 2. győzelme.

Jacky Ickx első, Giancarlo Baghetti utolsó versenye.